# يانغي حياة (قرشي)
يانغي حياة هي بلدة في مقاطعة قمشي في ولاية قشقداريا في أوزبكستان.